# Mychajło Hawryluk
Mychajło Witalijowycz Hawryluk, ukr. Михайло Віталійович Гаврилюк (ur. 15 sierpnia 1979 w Jariwce w rejonie chocimskim) – ukraiński Kozak, aktywista Euromajdanu, deputowany VIII kadencji.

## Życiorys
Uzyskał wykształcenie średnie, kształcił się w Stawczanach. Był majstrem i pracownikiem budowlanym w prywatnych przedsiębiorstwach. Stanął na czele pozarządowej organizacji Kozacka Wiktoria. Stał się aktywnym uczestnikiem antyrządowych protestów, które wybuchły w listopadzie 2013. 22 stycznia 2014 został zatrzymany przez liczną grupę funkcjonariuszy Berkutu, którzy mimo panującego mrozu kazali mu się rozebrać do naga, bili i popychali. Nagranie telefonem komórkowym tego wydarzenia, upublicznione w serwisie YouTube przez jednego z policjantów, po kilku dniach miało już około 2,5 miliona odsłon, a jej bohaterowi przyniosło powszechną rozpoznawalność.
Mychajło Hawryluk dołączył następnie do batalionu „Złote Wrota”, utworzonego w ramach Specjalnych Pododdziałów Ochrony Porządku Publicznego na Ukrainie, obejmując jedną z funkcji dowódczych. Przyjął też propozycję startu w wyborach parlamentarnych w 2014 w jednym z okręgów obwodu kijowskiego z ramienia Frontu Ludowego. W wyniku głosowania z 26 października tegoż roku uzyskał mandat posła do Rady Najwyższej.